# モンロー郡 (インディアナ州)
モンロー郡（英: Monroe County）は、アメリカ合衆国インディアナ州の中央部南に位置する郡である。人口は13万9718人（2020年）。郡庁所在地はブルーミントンであり、同郡で人口最大の都市である。1910年の国勢調査ではアメリカ合衆国の人口重心が郡内に在った。
モンロー郡はブルーミントン都市圏に属している。

## 歴史
モンロー郡は1818年にオレンジ郡から分離して設立された。郡名は郡が組織化されたときに第5代アメリカ合衆国大統領を務めていたジェームズ・モンローに因んで名付けられた。

## 地理
アメリカ合衆国国勢調査局に拠れば、郡域全面積は411.32平方マイル (1,065.3 km2)であり、このうち陸地394.51平方マイル (1,021.8 km2)、水域は16.81平方マイル (43.5 km2)で水域率は4.09％である。

### 水域

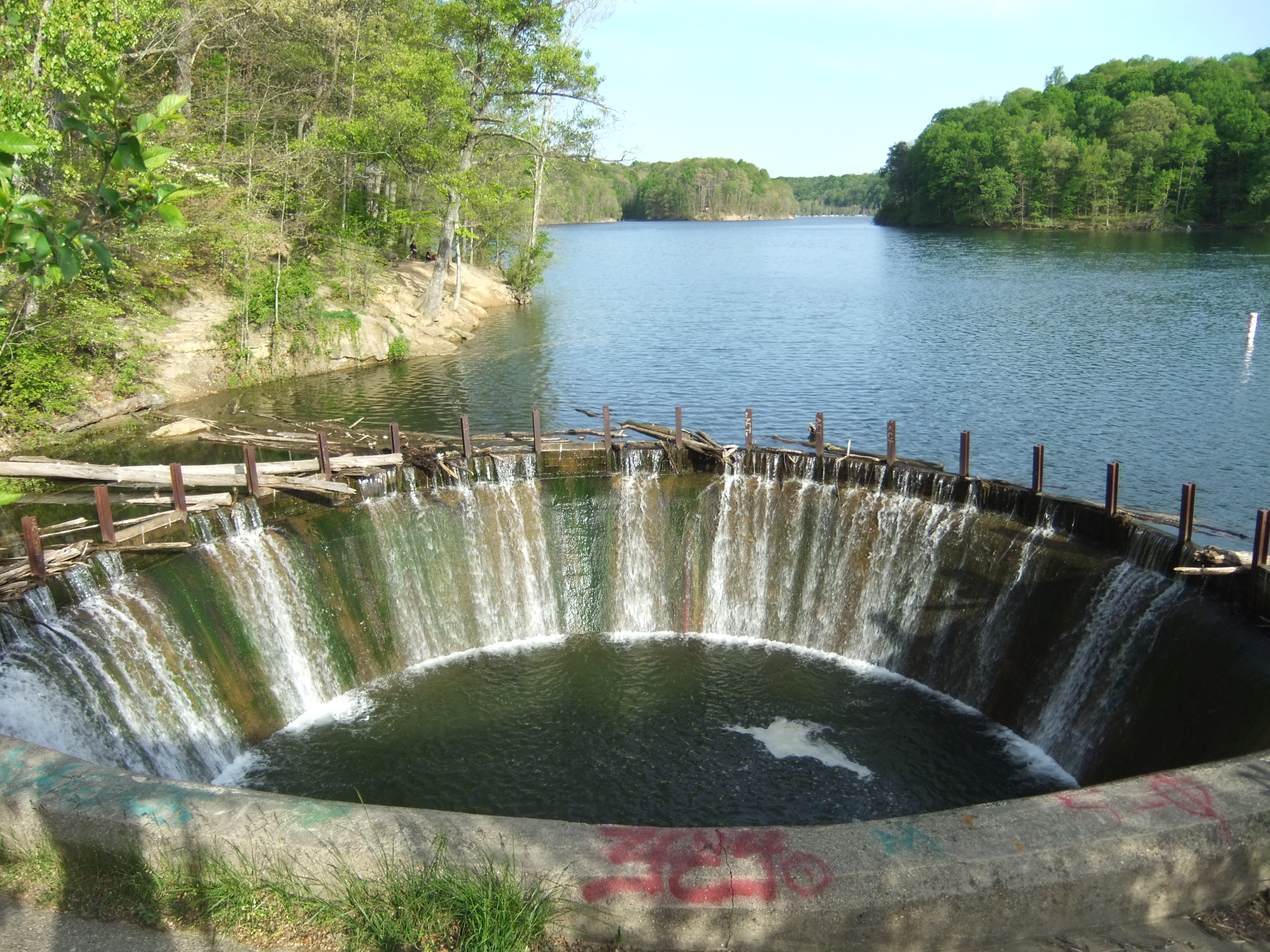
グリフィ湖、グリフィ・ダムから見る

モンロー郡の領域はホワイト川の東支流と西支流の流域の間に分けられている。郡南部は主にソルト・クリークとそのクリア・クリーク（インディアナ大学ブルーミントン・キャンパスではジョーダン川と呼ばれる）など支流を介して東支流に排水され、北部は西支流に排水されている。
郡内のクリークを堰き止めて幾つかの人口湖が造られてきた。その最大のものが郡南東部のソルト・クリークを堰き止めたモンロー湖であり、レクリエーション用途と市内に飲料水を供給する2つの用途に使われている。1960年代後半まで、水の主要な供給源は1953年に郡北東部に建設された小さなリーモン湖だった。現在は非常用水となっており、主にレクリエーション用途に使われている。
大きさで3番目の湖がグリフィ湖であり、郡の北側斜面にある。1924年にグリフィ・クリークを堰き止めて建設され、1954年までブルーミントン市の主要水源だった。現在は主にレクリエーション用途に使われているが、緊急用途にも使われるよう調整されている。クリア・クリーク流域にあるさらに小さなワイマー湖は元々水の供給のために建設されたが、現在は純粋に釣りなどレクリエーション用途のみである。
郡内にあった多くの元石灰岩石切り場は現在自然の水が湛えられ、1979年の映画ヤング・ゼネレーションで使われた。

### 交通

#### 主要高規格道路
- 州間高速道路69号線（建設中）
- インディアナ州道37号線
- インディアナ州道45号線
- インディアナ州道46号線
- インディアナ州道48号線
- インディアナ州道446号線

モンロー郡は郡内にアメリカ国道も州間高速道路も無いものとして国内では人口が多い方の郡である。しかし、2014年に州間高速道路が延伸されて郡内に入ってくるので、この特徴が消えることになる。

#### 鉄道
- インディアナ鉄道 - 貨物のみ

### 航空
- モンロー郡空港、ブルーミントンの数マイル南西にある。定期便は1997年頃に無くなり、それ以降は一般用途のみに使われている。

### 隣接する郡
| - モーガン郡 - 北 - ブラウン郡 - 東 - ジャクソン郡 - 南東 | - ローレンス郡 - 南 - グリーン郡 - 南西 - オーウェン郡 - 北西 |

### 国立保護地域

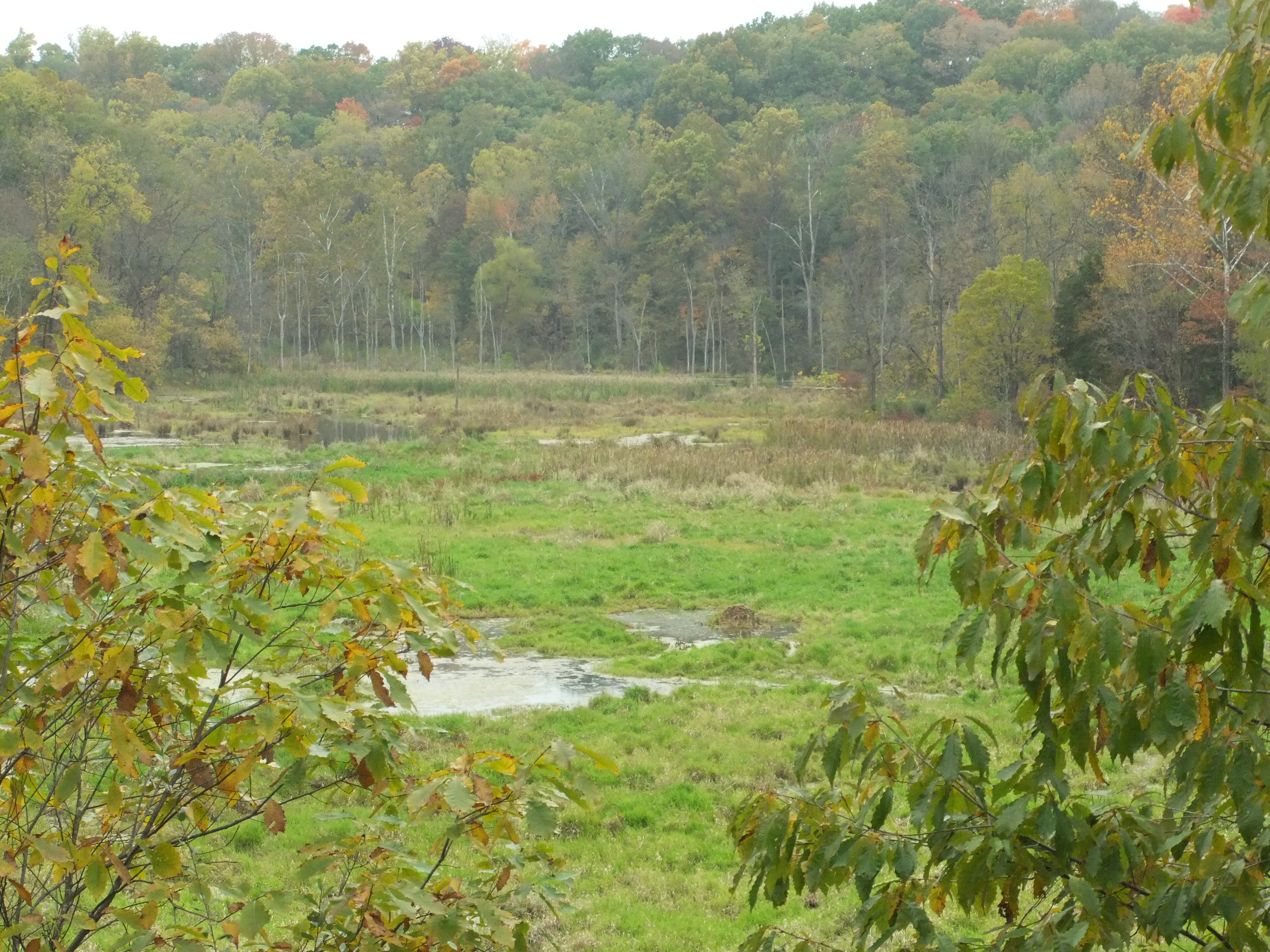
形がなくなったレナードスプリングス貯水池、今はビーバーが占領しているs

- フージャー国立の森（部分）

### 観光地
- バックナー洞窟
- レナードスプリングス自然公園、シンキング・クリークの水が泉となって現れる[9]

## 気候と気象
近年、郡庁所在地であるブルーミントン市の平均気温は1月の19°F (-7 ℃) から7月の86°F (30 ℃) まで変化している。過去最低気温は1985年1月に記録された-21°F (-29 ℃) であり、過去最高気温は1936年7月に記録された110°F (43 ℃) である。月間降水量は1月の2.66インチ (68 mm) から5月の5.12インチ (130 mm) まで変化している。

## 郡政府
郡政府は憲法による政体であり、インディアナ州憲法とインディアナ州法典によって特別の権力を認められている。

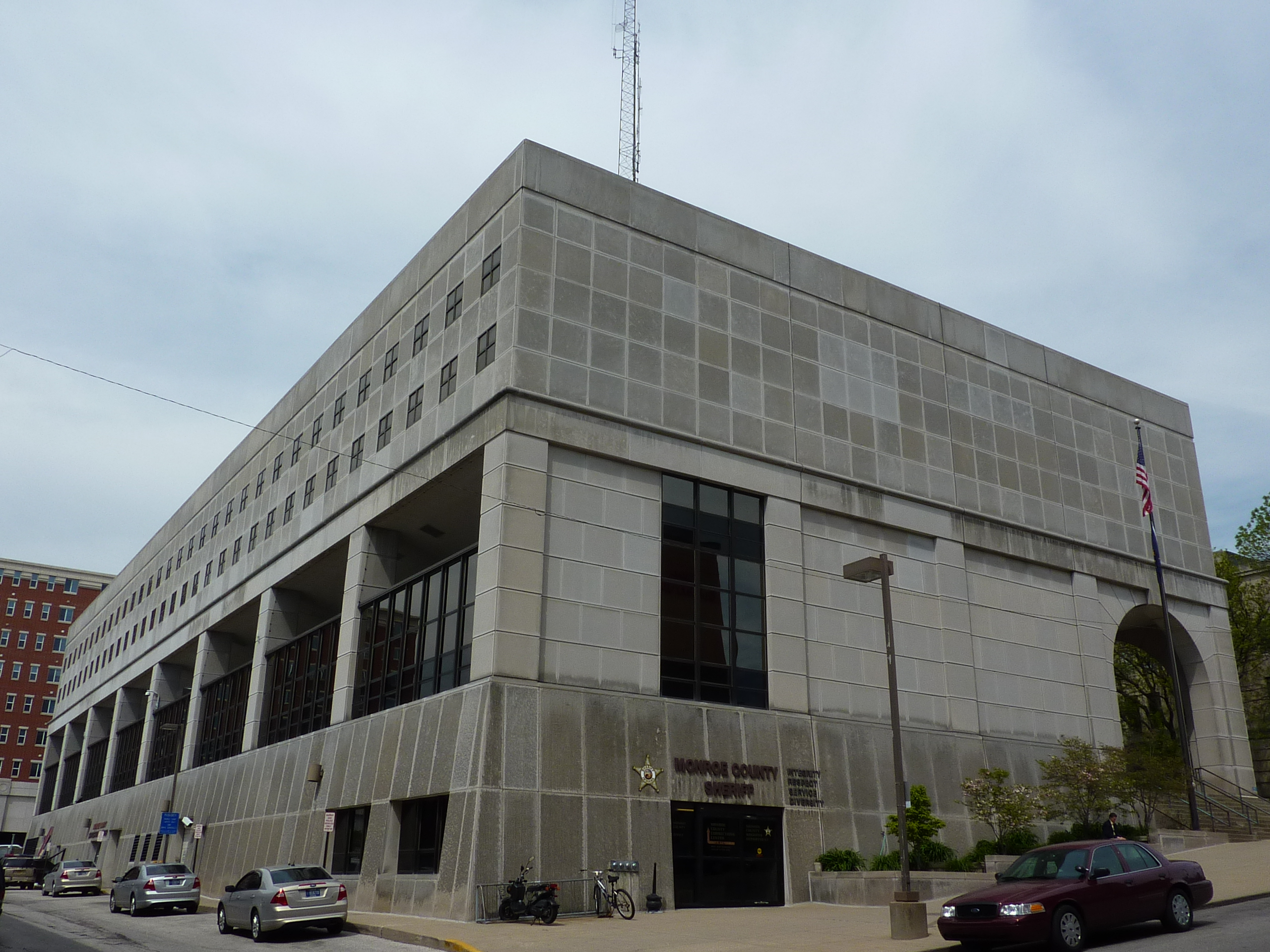
モンロー郡保安官部、監獄、郡庁舎

### 郡政委員会
郡政委員会は郡政府の立法府であり、郡の歳出や歳入を管理している。委員は郡内の選挙区から選出され、任期は4年間である。給与、年間予算、特別支出を設定する責任がある。郡レベルで所得税や資産税、消費税、サービス税を課する限定付き権限があるが、所得税と資産税は州の承認を要する。

### 行政委員会
行政委員会は郡政府の行政府である。委員は郡全体を選挙区に選出され、任期は4年間で2年毎に半数が改選される。委員の一人、通常は最も経験のある者が議長になり、郡の首長となる。行政委員会は方針を設定し、郡政府の日々の機能を管理する責任がある。

### 郡裁判所
郡は9つの部門がある統一巡回裁判所を維持しており、裁判所の委員は民事事件を扱う。判事は6年間任期で選出され、インディアナ州法廷弁護士協会の会員でなければならない。判事を補助するのがコンスタブルと呼ばれる法執行官であり、やはり4年間任期で選出される。特定の事件における判決に対しては、州レベルの控訴裁判所や最高裁判所に控訴できる。

### 郡政府役人
上記以外に、保安官、検視官、監査官、財務官、登記官、測量士および巡回裁判所事務官が選挙で選ばれている。任期は4年間であり、郡政府の異なる部門を監督している。郡政府に選ばれる役人は支持政党を公にすることが求められ、また郡の住人でなければならない。
モンロー郡はアメリカ合衆国下院議員インディアナ州第4および第9選挙区に属し、2012年時点では共に共和党議員を選出している。インディアナ州議会上院では第37、第40および第44選挙区に属しており、下院では第46、第60および第61選挙区に属している。

## 人口動態
以下は2000年国勢調査による人口統計データである。
| 基礎データ - 人口: 137,974人 - 世帯数: 46,898 世帯 - 家族数: 24,715 家族 - 人口密度: 118人/km2（306人/mi2） - 住居数: 50,846軒 - 住居密度: 50軒/km2（129軒/mi2） 人種別人口構成 - 白人: 90.83% - アフリカン・アメリカン: 3.00% - ネイティブ・アメリカン: 0.26% - アジア人: 3.37% - 太平洋諸島系: 0.05% - その他の人種: 0.86% - 混血: 1.63% - ヒスパニック・ラテン系: 1.85% 先祖による構成 - ドイツ系：22.2％ - アメリカ人：13.9％ - イギリス系：10.5％ - アイルランド系：10.2％ | 年齢別人口構成 - 18歳未満: 18.0% - 18-24歳: 27.7% - 25-44歳: 27.3% - 45-64歳: 17.9% - 65歳以上: 9.2% - 年齢の中央値: 28歳 - 性比（女性100人あたり男性の人口） - 総人口: 96.3 - 18歳以上: 94.0 世帯と家族（対世帯数） - 18歳未満の子供がいる: 24.3% - 結婚・同居している夫婦: 41.8% - 未婚・離婚・死別女性が世帯主: 8.1% - 非家族世帯: 47.3% - 単身世帯: 32.4% - 65歳以上の老人1人暮らし: 7.2% - 平均構成人数 - 世帯: 2.27人 - 家族: 2.87人 収入と家計 - 収入の中央値 - 世帯: 33,311米ドル - 家族: 51,058米ドル - 性別 - 男性: 34,062米ドル - 女性: 26,076米ドル - 人口1人あたり収入: 18,534米ドル - 貧困線以下 - 対人口: 18.9% - 対家族数: 7.1% - 18歳未満: 11.8% - 65歳以上: 6.9% |

## 郡区
モンロー郡は下記11の郡区に分割されている。
| - ビーンブロッサム - ベントン - ブルーミントン - クリアクリーク | - インディアンクリーク - ペリー - ポーク - リッチランド | - ソルトクリーク - ヴァンビューレン - ワシントン |

## 都市と町
- ブルーミントン - 郡庁所在地
- エレッツビル
- スタインズビル
- ニューユニオンビル
- スミスビル